# Коннелл, Алек
Александр Коннелл  (англ. Alexander Connell; 8 февраля 1902, Оттава — 10 мая 1958, Оттава) — канадский хоккеист, игравший на позиции вратаря; двукратный обладатель Кубка Стэнли.

## Биография

### Игровая карьера
Отыграв за «Оттаву Сент-Бриджес» и «Оттаву Циффисайдс», присоединился в 1924 году к клубу НХЛ «Оттава Сенаторз», сменив в команде Клинта Бенедикта, игравшего за «Сенаторз» в течение 12 лет. В составе этой команды он сразу стал основным вратарём, с 1926 по 1928 годы установил рекорды по количеству шатаутов, в двух сезонах эта отметка достигала 15.
В 1927 году в составе «Сенаторз» стал обладателем Кубка Стэнли, помимо Кубка он в том сезоне установил рекорд по количеству побед за сезон, эта отметка достигла 30. В следующем сезоне была достигнута уникальная серия без поражений, которая продолжилась 461 минуту и 29 секунд (не побита до сих пор). В течение трёх следующих сезонов, Коннелл продолжить играть за «Сенаторз», но из-за финансовых проблем у команды, связанных с Великой депрессией, в 1931 году покинул команду и перешёл в «Детройт Фалконс», где отыграл целый сезон в качестве основного вратаря.
По окончании сезона вернулся в «Сенаторз», где по ходу сезона получил травму в матче с «Чикаго Блэкхокс» и сыграл мало игр. Восстановившись после травмы и потеряв место основного вратаря «Сенаторз», в марте 1934 года перешёл в «Нью-Йорк Американс», где сыграл только одну игру. По окончании сезона перешёл в «Монреаль Марунз», став в команде основным вратарём и выиграв с ней в 1935 году свой второй Кубок Стэнли в карьере. Пропустив сезон, поскольку работал в пожарной охране, в сезоне 1936/37 вернулся в «Марунз», но уже не был основным вратарём, сыграв 27 игр он завершил карьеру в январе 1937 года в возрасте 34 лет.

### Признание и смерть
В 1958 году стал членом Зала хоккейной славы, но скончался 10 мая того же года после продолжительной болезни в возрасте 56 лет.